# Morton John Elrod
Pour les articles homonymes, voir Elrod.
Morton John Elrod, né le 27 avril 1863 et mort le 19 janvier 1953 , est un écologiste américain, professeur à l'université du Montana. 
Désireux de favoriser la recherche et la formation sur le terrain, il fonde en 1899 la station biologique de Flathead Lake, qui sera le cadre de nombreuses études. Il est également chargé par l'American Bison Society d'étudier le potentiel de plusieurs sites susceptibles d'accueillir une réserve naturelle afin d'assurer la protection de ce bovidé emblématique. Ce travail conduit à la création de la National Bison Range. Photographe, chercheur passionné, Elrod se caractérise aussi par l'éclectisme des sujets qu'il aborde dans ses écrits.

## Biographie
Morton J. Elrod naît à Monongahela, en Pennsylvanie. Il effectue ses études au Simpson College, où il obtient un BA en 1887. Il enseigne alors dans un lycée de Corydon (Iowa), puis reprend ses études à  l'université Wesleyenne de l'Illinois, où il enseigne également. Il y obtient un BA et un MS. En 1896, il accepte un poste à l'université du Montana, à Missoula. Il y enseigne la biologie et la photographie, à laquelle il s'intéresse particulièrement. Il ouvre également un musée d'histoire naturelle. Elrod encourage l'observation directe et valorise l'éducation sur le terrain. Dans cette intention, il fonde la station biologique de Flathead Lake dont la localisation lui semble parfaitement appropriée à la formation des étudiants du Montana. Il étudie avec attention ce secteur afin de déterminer son aptitude à accueillir une réserve de bisons ,. S'il publie de nombreux articles scientifiques, il est aussi l'auteur de poèmes et de textes en relation avec l'histoire et la philosophie. 
Elrod ne bénéficie guère du soutien de l'université et se trouve même en désaccord avec son administration, notamment son président, Oscar John Craig. 
L'un des principaux admirateurs de Morton J. Elrod est à l'époque son étudiant Harold C. Urey, futur prix Nobel.
Un accident vasculaire cérébral met fin à la carrière d'Elrod en 1934. 
Deux mollusques terrestres, Oreohelix elrodi et Stagnicola elrodi, ainsi qu'un annélide Rhynchelmis elrodi  , sont nommés en son honneur ,.

## Sources
- (en) Cet article est partiellement ou en totalité issu de l’article de Wikipédia en anglais intitulé « Morton John Elrod » (voir la liste des auteurs).
- Dennison, George M., Montana's Pioneer Naturalist: Morton J. Elrod, University of Oklahoma Press, 2016